# Wallis Grahn
Wallis Grahn, född 13 februari 1945 i Stockholm, död 18 januari 2018 i Maria Magdalena distrikt i Stockholm, var en svensk skådespelare.

## Biografi
Wallis Grahn växte upp i en arbetarklassfamilj, något hon ansåg vara betydelsefullt för sitt arbete som skådespelare. Hon gick i Stockholms musikklasser och Stockholms musikgymnasium i Adolf Fredriks skola. Hon hade först planer på att bli författare eller journalist men blev övertalad av Per Ragnar att söka en teaterutbildning vid Marieborgs folkhögskola i Norrköping 1964. År 1965 kom hon till Marionetteatern i Stockholm och 1967–1970 utbildade hon sig vid Scenskolan i Malmö. Mellan 1980 och 2005 arbetade Wallis Grahn som skådespelare på Malmö stadsteater.
Utöver teatern var Wallis Grahn verksam som skådespelare i film, radio och TV. 1974 spelade hon i Jan Halldoffs Det sista äventyret. Samma år spelade hon Vera i pjäsen Jösses Flickor befrielsen är nära, regisserad av Suzanne Osten och Wallis Grahn medverkande även på skivan med musiken från föreställningen. Osten specialskrev rollen som biografvaktmästaren till Wallis Grahn i Ostens debutfilm Mamma år 1982.
Wallis Grahn har också haft roller i Den enfaldige mördaren, Min store tjocke far, Babels hus, Eva & Adam, Svenska slut, Goltuppen, Morrhår och ärtor, Rederiet och Henning Mankell-filmatiseringen Den femte kvinnan.
I TV-serien Rederiet  spelade hon kallskänkan Gerd åren 1992–1994.
Wallis Grahn spelade ofta svarta, beska och motsägelsefulla roller och det var även där hon briljerade enligt teaterkritikerna. Hon är begravd på Skogskyrkogården i Stockholm.

## Filmografi
- 1971 – Finansiären
- 1971 – Det händer i Sålunda (TV-serie)
- 1974 – Det sista äventyret
- 1977 – Mackan
- 1978 – Kvinnoborgen
- 1979 – En handelsresandes död
- 1979 – Godnatt, jord (TV-serie)
- 1979 – Mor gifter sig (TV-serie)
- 1980 – Bussfärd i dimma (TV-serie)
- 1980 – Lämna mej inte ensam
- 1980 – Huset i världens mitt
- 1981 – Det stora barnkalaset
- 1981 – Babels hus (TV-serie)
- 1981 – Pelle Svanslös (röst)
- 1982 – Den enfaldige mördaren
- 1982 – Mamma
- 1983 – Distrikt 5 (TV-serie)
- 1983 – Från Mörkhult till Snällebo (TV-serie)
- 1983 – Nilla (TV-serie)
- 1983 – Profitörerna (TV-serie)
- 1983 – Med Lill-Klas i kappsäcken
- 1984 – Slagskämpen
- 1986 – Morrhår och ärtor
- 1986 – Hassel – Anmäld försvunnen
- 1986 – I havsbandet
- 1987 – Ondskans år
- 1988 – Månguden (TV-serie)
- 1988 – Det blir bättre i vår (TV-serie)
- 1989 – 1939
- 1990 – Kära farmor (TV-serie)
- 1990 – Hans tid som gravid (TV-serie)
- 1991 – Riktiga män bär alltid slips
- 1991 – Goltuppen (TV-serie)
- 1992–1994 – Rederiet (TV-serie)
- 1992 – Min store tjocke far
- 1993 – För brinnande livet
- 1993 – Roseanna
- 1993 – Snoken (TV-serie) (till och med 1997)
- 1995 – Mördare utan ansikte (TV-serie)
- 1996 – Att stjäla en tjuv
- 1996 – Torntuppen (TV-serie)
- 1997 – Grötbögen
- 1997 – Pippi Långstrump
- 1998 – Hela härligheten
- 1998 – Dolly & Dolly
- 1999 – Pippi i Söderhavet
- 1999–2000 – Eva & Adam (TV-serie)
- 2000 – Labyrinten (TV-serie)
- 2002 – Den 5:e kvinnan
- 2002 – Svenska slut
- 2003 – Mannen som log
- 2005 – Dödssyndaren
- 2005 – Wallander – Innan frosten
- 2005 – Lovisa och Carl Michael
- 2006 – LasseMajas detektivbyrå (TV-serie)
- 2007 – Dödsdansen I–II
- 2009 – Andra avenyn (TV-serie)
- 2009 – Playa del Sol (TV-serie)
- 2009 – Wallander – Skulden
- 2011 – Solsidan (TV-serie)
- 2013 – Den fördömde (TV-serie)

## Teater

### Roller (ej komplett)
| År   | Roll          | Produktion                                                                                              | Regi                               | Teater                  |
| ---- | ------------- | --- | ---------------------------------- | ----------------------- |
| 1974 | En säterjänta | Peer Gynt, del I Henrik Ibsen                                                                           | Fred Hjelm                         | Stockholms stadsteater  |
| 1974 | Vera          | Jösses flickor, befrielsen är nära Suzanne Osten och Margareta Garpe                                    | Suzanne Osten                      | Stockholms stadsteater  |
| 1976 | Petra         | Petra von Kants bittra tårar (Die bitteren Tränen der Petra von Kant) Rainer Werner Fassbinder          | Ove Martin Wall Lise-Lotte Nilsson | Unga klara              |
| 1978 | Christine     | Vargen (Claw) Howard Barker                                                                             | Barbro Larsson                     | Dramaten                |
| 1981 |               | Sagan om havet Gösta Kjellin                                                                            | Ronnie Hallgren                    | Malmö stadsteater       |
| 1981 |               | Cirkus! Cirkus! - Historien om en clown (August, August, August) Pavel Kohout                           | Torsten Sjöholm                    | Malmö stadsteater       |
| 1981 |               | Blodsbröllop (Bodas de Sangre) Federico García Lorca                                                    | Eva Sköld                          | Malmö stadsteater       |
| 1982 | Helen         | En doft av honung (A Taste of Honey) Shelagh Delaney                                                    | Carl-Olof Lång                     | Malmö stadsteater       |
| 1984 | Martha        | Vem är rädd för Virginia Woolf? (Who's Afraid of Virginia Woolf?) Edward Albee                          | Ronnie Hallgren                    | Malmö stadsteater       |
| 1993 | Bernarda Alba | Bernardas hus (La casa de Bernarda Alba) Federico Garcia Lorca                                          | Ronny Danielsson                   | Malmö Dramatiska Teater |
| 1995 | Gertrud       | Hamlet William Shakespeare                                                                              | Staffan Valdemar Holm              | Malmö Dramatiska Teater |
| 1996 |               | Timmen när vi inte visste något om varandra (Die Stunde da wir nichts voneinander wussten) Peter Handke | Kim Brandstrup                     | Malmö Dramatiska Teater |
| 1998 | Berte         | Hedda Gabler Henrik Ibsen                                                                               | Ragnar Lyth                        | Stockholms stadsteater  |
| 1999 | Fru Grollhake | Folkmord - eller min lever är meningslös (Volksvernichtung oder Meine Leber ist sinnlos) Werner Schwab  | Staffan Valdemar Holm              | Malmö Dramatiska Teater |
| 1999 | Fiskmadam     | Stockholmsblod Olov Svedelid och Kalle Sörnäs                                                           | Peter Harryson                     | Stockholms stadsteater  |
| 2000 |               | Vår starke man - samhällets stöttepelare (Samfundets støtter) Henrik Ibsen                              | Åsa Melldahl                       | Malmö Dramatiska Teater |
| 2001 | Rut           | Rut och Ragnar Kristina Lugn                                                                            | Carl Kjellgren                     | Malmö Dramatiska Teater |
| 2002 | Amma          | Romeo och Julia (The Tragedy of Romeo and Juliet) William Shakespeare                                   | Magnus Bergquist                   | Malmö Dramatiska Teater |
| 2003 | Medverkande   | Macbeth William Shakespeare                                                                             | Tom Fjordefalk                     | Malmö Dramatiska Teater |
| 2004 | Lovis         | Ronja Rövardotter Astrid Lindgren                                                                       | Karin Enberg                       | Malmö Dramatiska Teater |
| 2005 | Catalina      | Don Juans sista dagar (El burlador de Sevilla y convidado de piedra) Tirso de Molina                    | Karin Enberg                       | Malmö Dramatiska Teater |
| 2007 | Gumman        | Dödsdansen I & II August Strindberg                                                                     | John Caird                         | Dramaten                |
| 2008 | Frida         | Svenskt landskap med kinesiska detaljer Lucas Svensson                                                  | Carolina Frände                    | Dramaten                |
| 2008 | Prudencia     | Bernardas hus (La casa de Bernarda Alba) Federico Garcia Lorca                                          | Christian Tomner                   | Dramaten                |